# Miss You Much
Miss You Much ist ein Popsong von Janet Jackson aus dem Jahr 1989, der von Jimmy Jam und Terry Lewis sowohl geschrieben als auch produziert wurde. Er erschien auf dem Album Rhythm Nation 1814. Das Stück ist ein R&B-Song, der New Jack Swing mit Synthie-Pop-Elementen verschmilzt.

## Hintergrund
Jam und Lewis ließen sich beim Schreiben des Liedes viel Zeit und gingen auf Verbesserungen von Jackson ein. Die Veröffentlichung fand am 22. August 1989 statt.
In den Vereinigten Staaten wurde das Lied der zweite Nummer-eins-Hit von Jackson im Jahr 1989. Insgesamt stand Miss You Much vier Wochen auf Platz 1. Außerdem wurde Miss You Much in den Vereinigten Staaten mit Platin ausgezeichnet, und Jackson wurde unter anderem für einen Grammy nominiert.
Auf der B-Seite zur Single ist der Titel You Need Me, ein Outtake von Janet Jackson's Rhythm Nation 1814. Das Lied handelt von Jacksons persönlichen Gefühle ihrem Vater gegenüber. Nach der Veröffentlichung kamen Gerüchte auf, der Titel der B-Seite sei eine Fortsetzung von Miss You Much. Diese Gerüchte wurden aber durch Jackson widerlegt. Es gab auch Berichte, Jackson nehme den Titel Control Part 2, indem sie noch über persönlichere Angelegenheiten singt. Aber nach Aussagen von Jackson habe sie nie ein Lied mit diesem Titel aufgenommen.
Das Lied fand unter anderem in den Film Ghost Dad (1990) von Bill Cosby Verwendung sowie in My First Lady (2016).

## Musikvideo
Beim Musikvideo führte Dominic Sena die Regie. Die Choreographie stammt von Anthony Thomas und war Teil des Kurzfilmes Rhythm Nation 1814. Das Musikvideo wurde in Schwarz-Weiß gedreht. Zu Beginn des Videos sieht man Tänzer in einem Kasino, sie reden über Jackson und ihren Freund. Dann kommt Jackson in das Kasino und alle Tänzer schauen sie an. Ein Tänzer fragt Jackson, was sie vorhat und beginnt dabei mit den anderen Tänzern zu tanzen. Gleichzeitig kommen sich Jackson und ihr Freund dabei noch näher. Später beginnen auch Jackson und ihr Freund zu tanzen. Zum Schluss wird eine Choreographie gezeigt, bei der Jackson und die Tänzer die Stühle als Hilfsmittel nutzen und mit ihnen Tanzbewegungen ausführen. Die Choreographie stammt von Terry Bixler.

## Rezeption

### Chartplatzierungen
| ChartsChartplatzierungen       | Höchstplatzierung | Wochen |
| ------------------------------ | ----------------- | ------ |
| Deutschland (GfK)              | 16 (18 Wo.)       | 18     |
| Schweiz (IFPI)                 | 20 (8 Wo.)        | 8      |
| Vereinigte Staaten (Billboard) | 1 (20 Wo.)        | 20     |
| Vereinigtes Königreich (OCC)   | 22 (7 Wo.)        | 7      |

| ChartsJahrescharts (1989)      | Platzierung |
| ------------------------------ | ----------- |
| Vereinigte Staaten (Billboard) | 5           |

### Auszeichnungen für Musikverkäufe
| Land/Region               | Auszeichnungen für Musikverkäufe (Land/Region, Auszeichnung, Verkäufe) | Verkäufe  |
| ------------------------- | ---------------------------------------------------------------------- | --------- |
| Kanada (MC)               | Gold                                                                   | 50.000    |
| Vereinigte Staaten (RIAA) | Platin                                                                 | 1.000.000 |
| Insgesamt                 | 1× Gold · 1× Platin ·                                                  | 1.050.000 |

Hauptartikel: Janet Jackson/Auszeichnungen für Musikverkäufe

## Coverversionen
- 1989: Leslie Cheung[8]
- 2001: Pink, Usher & Mýa
- 2005: Youme